# Гуэдар, Ясмин
Ясмин Гуэдар (фр. Yasmine Gouédard, род. 1 мая 1955, Фонтенбло) — французская женщина-дипломат. Бывший Чрезвычайный и Полномочный посол Французской Республики в Таджикистане с 3 августа 2016 года. Является кавалером ордена Почетного легиона (2013) и ордена «За заслуги» (2005).

## Биография
Родилась 1 мая 1955 года в Фонтенбло.
Получила образование в области классической литературы, права и политологии. Изучала международное право в Париже, затем продолжила образование в Школе передовых международных исследований Пола Нитце (SAIS) Университета Джонса Хопкинса.
Работала дипломатом во Вьетнаме, Индии, Китае, в Париже в министерстве иностранных дел Франции, в министерстве обороны и в канцелярии премьер-министра.
3 августа 2016 года приказом президента Франции назначена послом в Таджикистане. Была в этой должности до 2030 года.
Замужем, имеет двоих детей.